# The Dudesons
The Dudesons, conosciuti anche con il nome finlandese di Extreme Duudsonit, sono un gruppo di stuntman formato dai finlandesi Jarppi (Jarno Leppälä), Jarno (Jarno Laasala), Jukka (Jukka Hilden) e HP (Hannu-Pekka Parviainen). Sono conosciuti per i loro show televisivi e per le esibizioni live, chiamate Duudsonit Sirkus. Il termine "dudesons" è una traduzione per assonanza in inglese del termine finlandese Duudsonit ("amici/compagni" in slang finlandese, simile all'inglese dudes).

## Storia
I componenti del gruppo provengono dalla cittadina finlandese di Seinäjoki. Jarno, Jarppi e Jukka si conobbero durante la scuola elementare, mentre HP si unì al gruppo poco tempo dopo, in seguito ad una vacanza sulla neve trascorsa insieme.
Fin da giovanissimi, i Dudesons occuparono molto del loro tempo libero dedicandosi agli stunts, inizialmente utilizzando soprattutto snowboard, skateboard e mountain bike. Quando, agli inizi degli anni '90, Jarno cominciò a filmare il gruppo e a vendere brevi video amatoriali agli amici, la loro popolarità crebbe rapidamente nella regione di Seinäjoki. Appartengono a questo periodo le VHS Downhill Glamour, Empire Style e Dogwalk.

## Carriera

### 2000: prime serie TV
Dopo aver completato gli studi superiori, i Dudesons crearono la propria azienda di produzione televisiva, chiamata Rabbit Films. Sotto la guida di Jarno Laasala, in pochi mesi furono completati i primi episodi-pilota del loro futuro tv show.
A partire dal gennaio 2000, lo stesso Laasala cominciò a lavorare presso la piccola rete televisiva finlandese Moon Tv, riuscendo così a mandare in onda, nel gennaio 2001, la prima stagione televisiva dei Dudesons, chiamata Maailmankiertue ("Giro del mondo"). Il successo riscosso dal programma fu notevole e, nel settembre 2001, i Dudesons si spostarono da Moon Tv a Nelonen, uno dei maggiori network commerciali finlandesi.
La seconda stagione, Maailmankiertue 2, fu trasmessa in Finlandia nel 2002. Nello stesso anno, il gruppo ricevette dalla rivista finlandese Suosikki il premio come migliore personalità televisiva dell'anno.
La terza e la quarta stagione, rispettivamente Maailmankiertue 3 e Duudsoni Elämää ("la vita dei Dudesons") vennero trasmesse in Finlandia rispettivamente nel 2003 e nel 2004. In queste serie si ebbe l'entrata in scena del quinto elemento dei Dudesons, il maiale Britney, tenuto come animale da compagnia nel loro ranch. All'inizio il suo nome era Satan, ma venne poi cambiato con Britney in quanto i ragazzi pensavano fosse una femmina. In realtà, dopo il completo sviluppo dell'animale, si accorsero che era in realtà un maschio, ma non ne cambiarono più il nome.

### Carriera internazionale
A partire dal 2003, i Dudesons hanno cominciato a produrre materiale in inglese, allo scopo di rendere internazionale il loro programma (ad esempio, la serie Duudsoni Elämää venne messa in onda sia in inglese che in finlandese), promuovendolo anche nel corso di numerosi festival televisivi europei. Il debutto internazionale arrivò nel febbraio 2006, sul canale australiano Channel V.
Alla fine del 2010, varie serie dello show sono state trasmesse in oltre 150 stati nel mondo. Viene spesso erroneamente considerato uno spin-off di Jackass, ma non lo è visto che le due serie hanno preso vita nello stesso periodo.
Dopo un accordo multimilionario con MTV, a partire da gennaio 2010 i Dudesons hanno girato una nuova serie negli Stati Uniti, in collaborazione con Johnny Knoxville and Jeff Tremaine. La produzione delle dodici puntate è stata affidata sia alla Rabbit Films che alla compagnia televisiva americana Dickhouse, per un budget totale di 6 milioni di dollari.
Uno degli episodi, intitolato "Cowboys & Findians", è stato oggetto di controversie in quanto accusato dalla critica di razzismo nei confronti dei nativi americani. Il debutto della serie negli USA è avvenuto il 6 maggio 2010, in Finlandia il 14 gennaio 2011.

### Duudsonit tuli taloone attività su YouTube
Il 12 gennaio 2012 debutta sulla rete televisiva finlandese Sub la nuova serie dei Dudesons, intitolata Duudsonit tuli taloon (Dudesons Home Invasion). Durante gli 8 episodi registrati, gli stuntmen fanno visita a 8 diverse famiglie finlandesi, cercando di risolverne i problemi e coronarne i sogni. La serie è stata completamente girata in lingua finlandese. Agli otto episodi con le famiglie sono stati aggiunti altre due puntate: una contenente i dietro le quinte, l'altra alcuni video registrati nel 2011 durante la partecipazione dei Dudesons al rally non competitivo Gumball 3000.
Il 3 maggio 2012 il DVD della serie è stato messo in commercio, solo sul mercato finlandese, senza sottotitoli in inglese.
I Dudesons hanno aperto il loro canale YouTube (chiamato semplicemente Dudesons) nel 2006, con l'obbiettivo di farsi pubblicità anche sul web. Da allora la loro attività prosegue senza sosta, con l'apertura del secondo canale (Dudesons VLOG) nel 2014. 

## The Dudesons Moviee altre attività
Il 31 marzo 2005, è stato presentato ufficialmente al pubblico The Dudesons Movie, un lungometraggio che descrive la vita del gruppo e presenta singolarmente ogni stuntman. Il film è stato distribuito su DVD a livello internazionale e messo in vendita anche negli Stati Uniti a partire dall'estate 2006, grazie ad un accordo con la Warner Rhino.
A partire dal 26 maggio 2011, i Dudesons hanno partecipato al rally non competitivo Gumball 3000, con partenza a Londra e arrivo il 1º giugno 2011 a Istanbul, guidando una Cadillac Escalade battezzata "Dudesons Ambulance", vincendo l'ambito premio Spirit of the Gumball.

Il 10 maggio 2012 i Dudesons hanno annunciato di avere l'intenzione di partecipare all'edizione 2012 del Gumball 3000, con partenza a New York e arrivo il 31 maggio 2012 a Los Angeles, guidando una Nissan Navara ribattezzata "The Dudesons Lifeguard".
Dall'8 al 15 luglio 2011, HP e Jukka hanno inoltre preso parte al Bullrun Rally USA 2011, con partenza a Las Vegas e arrivo a Miami, vincendo il Bullrun Order of Merit Award.
Nell'agosto 2011, I Dudesons hanno pubblicato un libro dal titolo Duudsonit - Jekkukirja (ISBN 978-951-0-38308-7), curato da Jani Niipola, in cui gli stuntmen hanno raccolto più di 50 tra i loro scherzi più celebri, spiegandone nel dettaglio la preparazione, in modo tale da permettere a tutti di metterli in pratica. Il gruppo ha annunciato che il libro verrà pubblicato anche in inglese.

## Altre apparizioni televisive
I Dudesons sono amici delle star americane Bam Margera e Steve-O e hanno partecipato tre volte alla serie di MTV Viva La Bam. Hanno ricoperto anche ruoli marginali in due film diretti da Margera (Minghags e Bam Margera Presents: Where the Fuck is Santa?). Gli stessi Margera and Steve-O sono apparsi numerose volte nelle serie televisive dei Dudesons.

Jukka Hildén ha fatto la sua apparizione nella seconda stagione del programma di MTV Nitro Circus.

Il 15 ottobre 2010, i Dudesons hanno partecipato negli Stati Uniti al weekend di festeggiamenti per la presentazione ufficiale del film Jackass 3D.

Il 7 novembre 2010, il gruppo ha presentato gli MTV Europe Music Awards a Madrid per conto di MTV2.

Il 15 gennaio 2011, i Dudesons hanno organizzato un party per festeggiare i dieci anni di carriera televisiva nel loro nightclub Komia a Seinäjoki.

Il 16 gennaio 2011, hanno ricevuto il premio come miglior trasmissione televisiva dell'anno ai Venla Awards, equivalente finlandese degli Emmy Awards. Durante la premiazione, Jukka Hildén è salito sul palco senza pantaloni, suscitando stupore e scandalo tra gli spettatori.

Dal 25 settembre 2011, Jarno Leppälä ha partecipato, insieme alla ballerina Anna-Liisa Bergström, alla trasmissione Tanssii tähtien kanssa, versione finlandese di Ballando con le stelle, arrivando in finale e classificandosi al secondo posto.

Il 4 novembre 2011, Jarppi e Jukka hanno partecipato alla maratona televisiva del Nenäpäivä, aiutando a raccogliere oltre 2 milioni di euro di fondi da destinare in beneficenza.